# 浜津ケ池公園
浜津ケ池公園（はまづがいけこうえん）は、長野県中野市栗林にある公園。浜津ヶ池観光協会（栗林区）が管理・運営している。

## 概要
栗林区が農業用貯水池として使用している浜津ケ池（1652年（慶安5年）に築堤）を公園として整備したものである。北信濃ふるさとの森文化公園に隣接している。広さは2.7ha（ハスの花が咲くと水面の3分の2が覆われる）、1周840m。へらぶな・ブラックバス・鯉の釣り池として人気があるが、冬季間は禁漁である。

## 施設
- 浮島施設
- 親水護岸
- 遊歩道
- 駐車場
- トイレ

## 料金
- ボート券（4月中旬～9月中旬）

【30分】250円
【1時間】400円
- 釣り券（通年）

【大人】500円
【子供】200円

## 交通
- 上信越自動車道信州中野ICから約10分
- 長野電鉄長野線信州中野駅からタクシーで15分

## 周辺
- 北信濃ふるさとの森文化公園
- 中野市立博物館